# Jørgen Eivind Schacht
Jørgen Eivind Schacht, med dæknavnet Chang (8. marts 1924 – 5. maj 1944) var en dansk modstandsmand, sabotør og korrekturlæser. Han var medlem af modstandsgruppen BOPA.
Han blev anholdt den 3. maj 1944, da han skulle hente sin cykel efter en sabotageaktion mod fabrikken Globe, som lå på Kildevældets Allé i Glostrup, og blev henrettet ved skydning af det tyske politi Gestapo i Ryvangen. Eivind Schacht arbejdede i en periode som korrekturlæser ved det nazistiske blad Fædrelandet, hvorfra han videregav oplysninger til Frit Danmark.
I 1945 blev han begravet på Vestre Kirkegård afdeling F, række 11.